# Tipula (Microtipula) auricularis
Tipula (Microtipula) auricularis is een tweevleugelige uit de familie langpootmuggen (Tipulidae). De soort komt voor in het Neotropisch gebied.